# نادي يونياوتيونوما
نادي يونياوتيونوما (بالإسبانية: Uniautónoma Fútbol Club)‏، أو (UAC)، هو نادي كولومبي محترف لكرة القدم مقره في بارانكويلا، والذي لعب في الدوري الكولومبي لكرة القدم حتى موسم 2015. لعبوا مبارياتهم على أرضية ملعب متروبوليتانو روبرتو ميلينديز. كما يوحي الاسم، تم تأسيس نادي يونياوتيونوما من قبل جامعة أوتونوما الكريبي.

## تاريخيًا
تأسس نادي يونياوتيونوما في عام 2011م، بعد انتقال نادي أتليتيكو دي لا سابانا من سينسليخو. ومع ذلك، فقد تم تأسيسهم بعد انتقال نادي قرطبة من مونتيريا.
فاز النادي بلقب الدوري الكولومبي لكرة القدم الدرجة الثانية في عام 2013، وبالتالي صعد إلى الدوري الكولومبي لكرة القدم الدرجة الأولى لعام 2014، حيث لعب لمدة عامين حتى هبوطهم في نهاية موسم 2015. في 27 نوفمبر 2015م، أعلنت جامعة أوتونوما الكريبي حل النادي في بيان، بحجة أن النادي يمثل عبئًا ماليًا كبيرًا على الجامعة وأن موارد الجامعة يجب بدلاً من ذلك توجيهها بالكامل نحو أهدافها باعتبارها مؤسسة تعليمية. لذلك لم يعد الحفاظ على النادي من أولويات المؤسسة. تم بيع حقوق الانتساب للنادي (ficha) إلى نادي اورسومارسو من مدينة بالميرا، الذي بدأ اللعب في الدوري الكولومبي لكرة القدم الدرجة الثانية بدءاً من عام 2016 فصاعدًا.

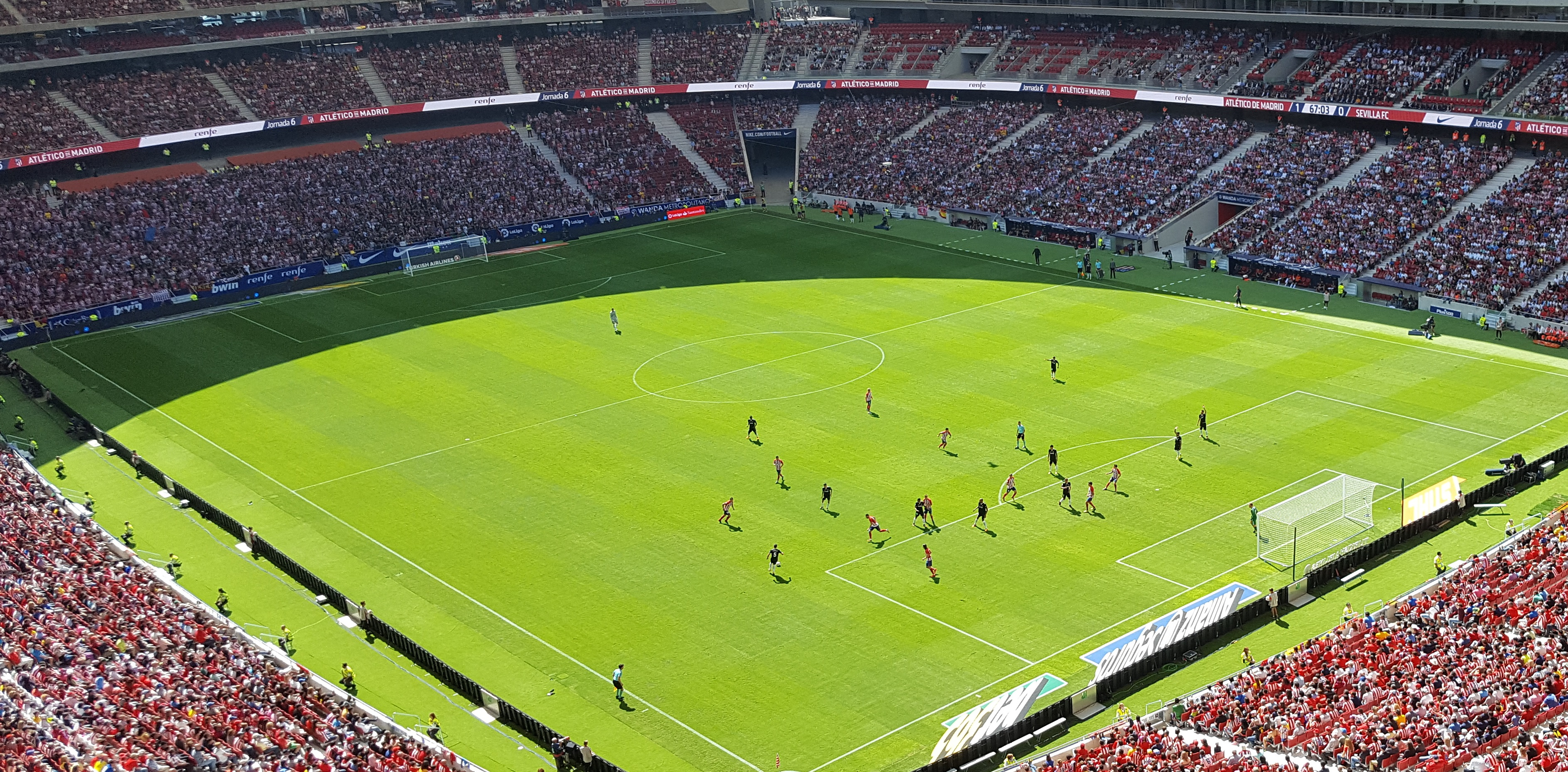

## الألقاب
- الدوري الكولومبي لكرة القدم الدرجة الثانية :

البطل (1): عام 2013

## اللاعبون

### لاعبون دوليون
- اندرياس روا (2013)
- ادغار زاباتا (2014–15)
- جيوفاني هيرنانديز (2014)
- خافيير اراوخو (2014)
- خوسيه امايا (2014–15)
- مارتن ارزواغا (2013, 2014)
- اورلاندو باليستيروس (2011)
- ليونيل باريس (2014)

### لاعبون سابقون
لمعلومات أكثر Uniautónoma F.C. footballers

### السجلات

#### أكثر اللاعبين مشاركة مع النادي
المصدر: BDFA
| الترتيب | اللاعب            | المركز      | المسيرة الرياضية | عدد المشاركات |
| ------- | ----------------- | ----------- | ---------------- | ------------- |
| 1       | مايكل باريوس      | مهاجم       | 2011-2015        | 137           |
| 2       | دانيال ماتشاكون   | متوسط ميدان | 2012-2015        | 135           |
| 3       | ألونسو أكوستا     | مدافع       | 2011, 2012-2015  | 128           |
| 4       | نيلينو تابيا      | متوسط ميدان | 2011-2015        | 123           |
| 5       | جون إديسون مينديز | متوسط ميدان | 2011-2014        | 119           |
| 6       | أورلاندو نيبليس   | مدافع       | 2011-2014        | 115           |
| 7       | كارلوس بيريز      | حارس مرمى   | 2011-2012        | 64            |
| 8       | كارلوس سا         | مدافع       | 2013-2014        | 60            |
| 9       | غابرييل مارتينيز  | مدافع       | 2011-2014        | 57            |
| 10      | جيانكارلوس توريس  | متوسط ميدان | 2011-2013        | 56            |

#### أفضل الهدافين
المصدر: BDFA
| الترتيب | اللاعب            | المركز      | المسيرة الرياضية | عدد الأهداف |
| ------- | ----------------- | ----------- | ---------------- | ----------- |
| 1       | مايكل باريوس      | مهاجم       | 2011-2015        | 32          |
| 2       | مارتن أرزواغا     | مهاجم       | 2013, 2014       | 24          |
| 3       | هاري كاستيلو      | متوسط ميدان | 2011-2012        | 18          |
| 4       | يوبرني فرانكو     | مهاجم       | 2015             | 16          |
| 4       | جون إديسون مينديز | متوسط ميدان | 2011-2014        | 16          |

## روابط خارجية
- الموقع الرسمي للنادي
- الموقع الرسمي لجامعة Universidad Autónoma del Caribe